# Aéroport international de Kunming Changshui
L’aéroport international de Kunming-Changshui (code IATA : KMG • code OACI : ZPPP) est le principal aéroport qui dessert la ville de Kunming, capitale de la province du Yunnan, en République populaire de Chine. Il est situé à 24,5 km au nord-est du centre-ville. Sa construction a commencé en 2009, il a été conçu par SOM et Arup. Ouvert le 28 juin 2012, il remplace l'ancien aéroport international de Kunming Wujiaba, détruit et remplacé à la suite de l'urbanisation.
En 2012, l'aéroport de Kunming Changshui a vu transiter 23 979 259 passagers, il était ainsi le 7e aéroport de Chine en nombre de passagers, et le 10e en nombre de mouvements avec 74 392.

## Situation

### Carte des 50 premiers aéroports de Chine
| \| 500 km1:25 016 000 \| Baotou Canton Changchun Changsha Chengdu-CTU Chengdu-TFU Chongqing Dalian Fuzhou Guilin Guiyang Haikou Hailar Hangzhou Harbin Hefei Hohhot Jinan Jinghong Kunming Lanzhou Lhassa Lijiang Nanchang Nankin Nanning Ningbo Pékin · Capitale Pékin · Daxing Qingdao Quanzhou Sanya Shanghaï-Pudong Shanghaï-Hongqiao Shantou-Chaozhou-Jieyang Shenyang Shenzhen Shijiazhuang Taiyuan Tianjin Ürümqi Wenzhou Wuhan Suzhou Xiamen Xi'an Xining Yantai Yinchuan Zhengzhou Zhuhai-Jinwan |
| 500 km1:25 016 000 |

## Galerie

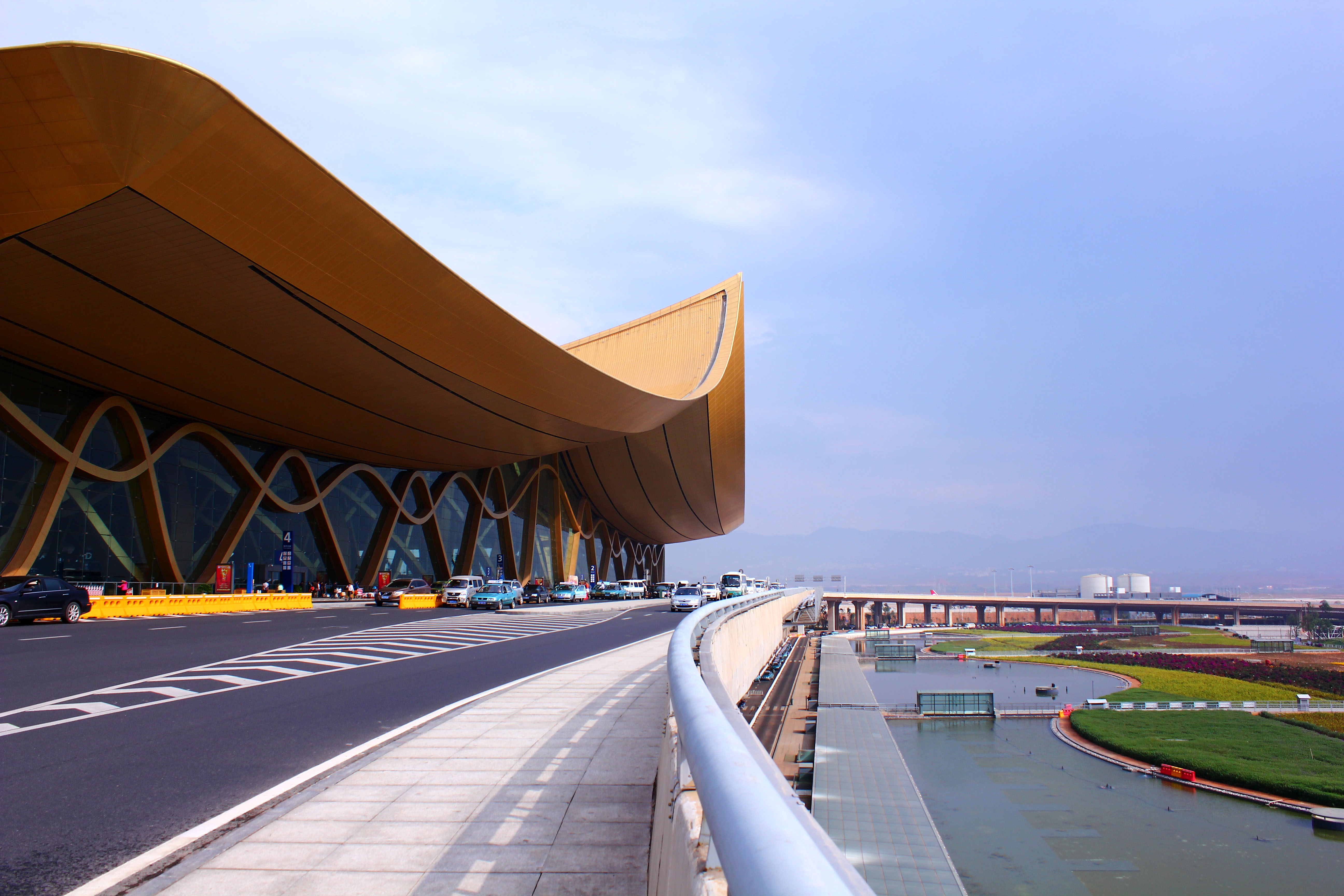
Terminal vue de l'extérieur.
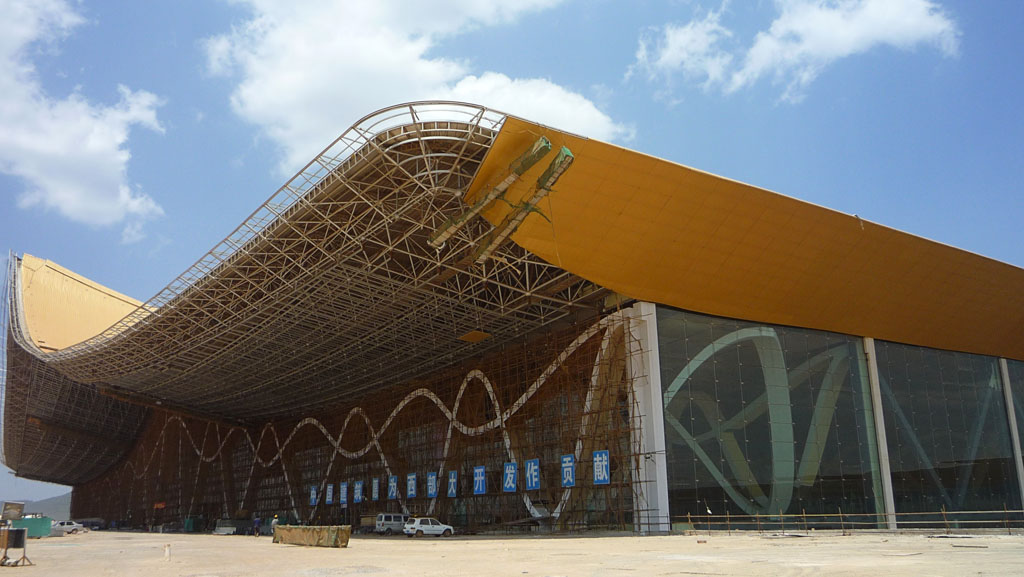
Nouveau terminal.
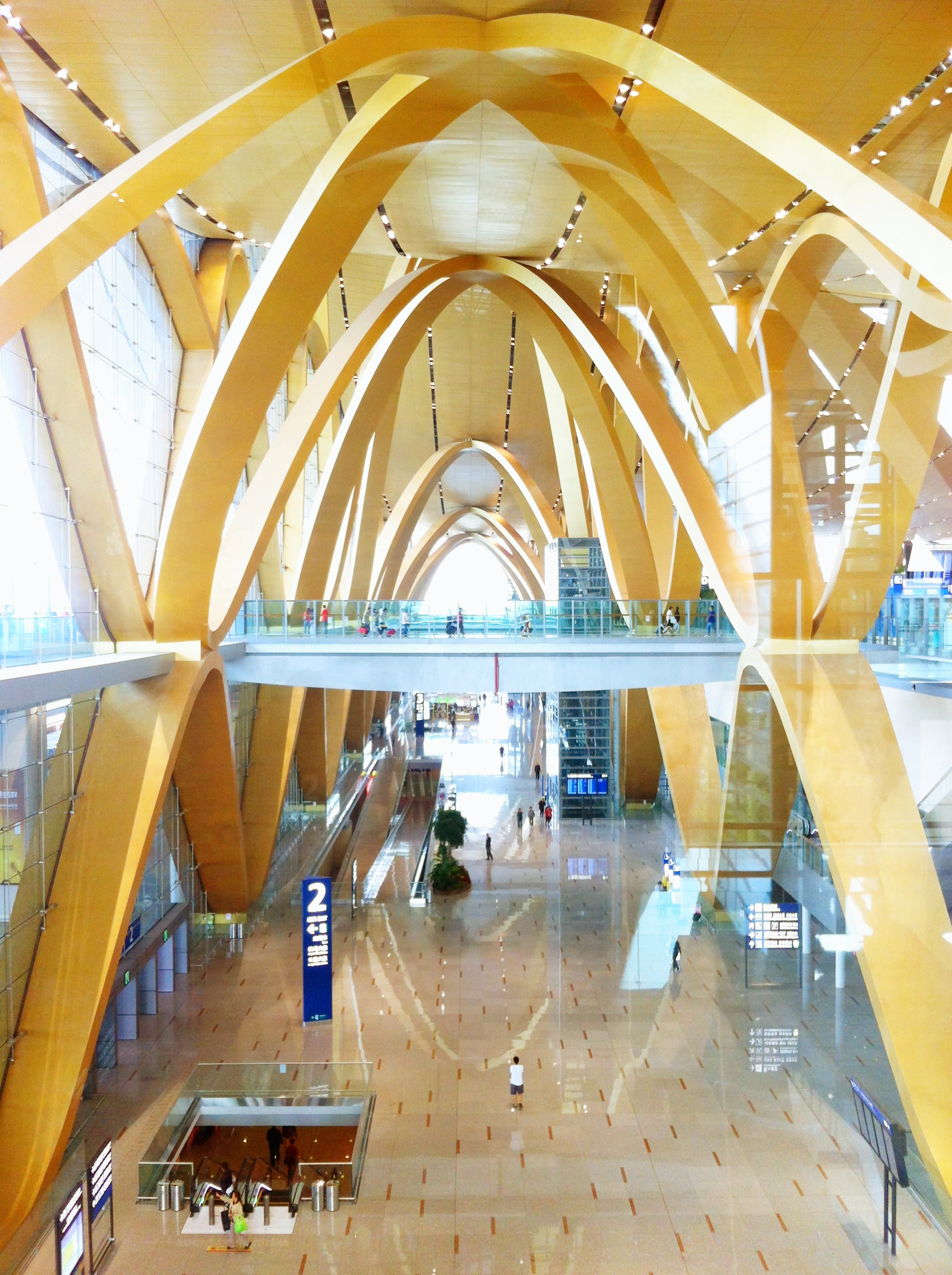
Vue intérieure du terminal.
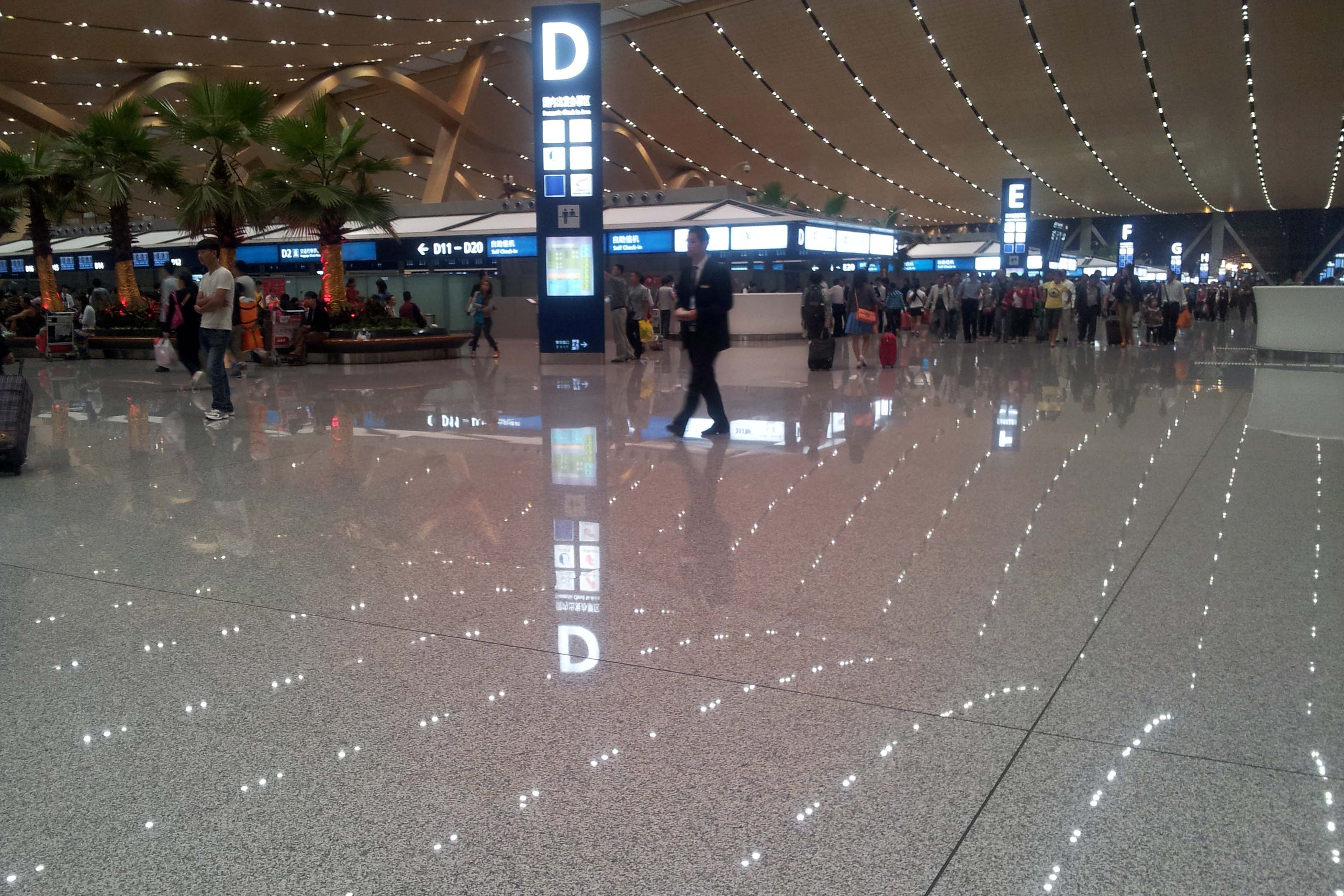
Vue vers l'extérieur.
- Plan des pistes

## Statistiques
Pour des raisons techniques, il est temporairement impossible d'afficher le graphique qui aurait dû être présenté ici.

Voir la requête brute et les sources sur Wikidata.

## Compagnies aériennes et destinations

### Passagers
| Compagnies                                           | Destinations |
| ---------------------------------------------------- | --- |
| AirAsia                                              | Kota Kinabalu, Kuala Lumpur |
| Air China                                            | Pékin-Capitale, Pékin-Daxing, Chengdu-Shuangliu, Dazhou Heshi (en), Hangzhou-Xiaoshan, Harbin Taiping, Shanghai-Pudong, Shenyang, Tianjin Binhai, Wenzhou-Longwan, Rangoun (Yangon), Zunyi (zh) |
| Air China opéré par Dalian Airlines                  | Dalian-Zhoushuizi, Shiyan Wudangshan (en) |
| Air Travel                                           | Cangyuan (en), Changchun, Chengdu-Shuangliu, Hailar, Nankin, Nantong Xingdong, Qingdao-Jiaodong, Shenyang, Wuxi/Suzhou, Yantai |
| Batik Air                                            | Djakarta-S.-Hatta |
| Beijing Capital Airlines                             | Hangzhou-Xiaoshan, Qingdao-Jiaodong |
| Cathay Dragon                                        | Hong Kong |
| Chengdu Airlines                                     | Chengdu-Shuangliu, Jinghong Xishuangbanna Gasa |
| China Eastern Airlines                               | - Bangkok-Suvarnabhumi, - Baoshan Yunduan (en), - Pékin-Capitale, - Cangyuan (en), - Changsha, - Changzhou, - Chengdu-Shuangliu, - Chiang Mai, - Chiang Rai, - Chongqing-Jiangbei, - Cootamundra, - Dali, - Dalian-Zhoushuizi, - Đà Nẵng, - Dacca-Shah Jalal, - Diqing Shangri-La (en), - Dubaï, - Fuzhou-Chánglè, - Canton-Baiyun, - Guilin-Liangjiang, - Handan (zh), - Hangzhou-Xiaoshan, - Hanoï-Nội Bài, - Harbin Taiping, - Hefei, - Hô Chi Minh Ville (Tân Sơn Nhất), - Hohhot, - Hong Kong, - Huai'an, - Shantou-Chaozhou-Jieyang, - Jinan, - Ji'an, - Jining Da'an (en), - Katmandou-Tribhuvan, - Calcutta-N. S. C. Bose, - Lancang (en), - Lanzhou, - Lhassa-Gonggar, - Lijiang, - Lincang (zh), - Liuzhou, - Luang Prabang, - Luoyang, - Luzhou-Yunlong, - Macao, - Malé Velana, - Mandalay, - Dehong Mangshi, - Nanchang-Changbei, - Nanchong (en), - Nankin, - Nanning, - Naypyidaw, - Ningbo, - Ninglang (zh), - Ordos Ejin Horo, - Osaka-Kansai, - Phnom Penh, - Phuket, - Simao (en), - Qianjiang Wulingshan (en), - Qingdao-Jiaodong, - Quanzhou Jinjiang, - San Francisco, - Sanya-Phénix, - Séoul-Incheon, - Shanghai-Hongqiao, - Shanghai-Pudong, - Shangrao Sanqingshan, - Shenyang, - Shenzhen-Bao'an, - Siem Reap-Angkor, - Singapour-Changi, - Sydney-K. Smith, - Taichung, - Taïwan-Taoyuan, - Taiyuan-Wusu, - Tengchong Tuofeng (en), - Tianjin Binhai, - Tokyo-Narita , - Tongren Fenghuang (en), - Ürümqi-Diwopu, - Vancouver, - Vientiane-Wattay, - Wenshan-Puzhehei (en), - Wenzhou-Longwan, - Wuhan, - Wuxi/Suzhou, - Xiamen-Gaoqi, - Xi'an-Xianyang, - Xichang (en), - Xingyi (en), - Xining-Caojiabao, - Xinyang Minggang (en), - Jinghong Xishuangbanna Gasa, - Yancheng, - Rangoun (Yangon), - Yantai, - Yibin Wuliangye (en), - Yichang, - Yinchuan Hedong, - Yiwu, - Yongzhou (zh), - Yuncheng, - Zhanjiang-Wuchuan, - Zhaotong, - Zhengzhou En saison :*Phú Quốc |
| China Express Airlines                               | Tianjin Binhai, Xinzhou (zh), Jinghong Xishuangbanna Gasa |
| China Southern Airlines                              | - Pékin-Capitale, - Changchun, - Changsha, - Chongqing-Jiangbei, - Dalian-Zhoushuizi, - Canton-Baiyun, - Guilin-Liangjiang, - Haikou, - Harbin Taiping, - Islamabad-Benazir Bhutto , - Shantou-Chaozhou-Jieyang, - Jinan, - Nanning, - Qingdao-Jiaodong, - Sanya-Phénix, - Shanghai-Pudong, - Shenyang, - Shenzhen-Bao'an, - Ürümqi-Diwopu, - Wuhan, - Xi'an-Xianyang, - Jinghong Xishuangbanna Gasa, - Yinchuan Hedong, - Yiwu, - Zhengzhou, - Zhuhai |
| China Southern Airlines opéré par Chongqing Airlines | Chongqing-Jiangbei, Dali, Tengchong Tuofeng (en) |
| China United Airlines                                | Pékin-Daxing, Hanzhong, Longnan Chengzhou (en), Shijiazhuang |
| Citilink                                             | Denpasar-Bali |
| Donghai Airlines                                     | Nanyang, Shenzhen-Bao'an, Zhuhai |
| Fuzhou Airlines                                      | Fuzhou-Chánglè |
| GX Airlines                                          | Haikou |
| Hainan Airlines                                      | Pékin-Capitale, Changsha, Dalian-Zhoushuizi, Haikou, Lanzhou, Linfen (zh), Shenzhen-Bao'an, Taiyuan-Wusu, Xi'an-Xianyang |
| Hebei Airlines                                       | Shijiazhuang |
| JC International Airlines                            | Siem Reap-Angkor |
| Juneyao Airlines                                     | Bijie-Feixiong (en), Hangzhou-Xiaoshan, Nanchang-Changbei, Nankin, Shanghai-Hongqiao, Shanghai-Pudong, Yueyang, Zhangjiajie |
| Korean Air                                           | Séoul-Incheon |
| Kunming Airlines                                     | - Bangkok-Suvarnabhumi, - Baoshan Yunduan (en), - Changchun, - Changsha, - Chengdu-Shuangliu, - Chongqing-Jiangbei, - Datong (en), - Canton-Baiyun, - Hangzhou-Xiaoshan, - Harbin Taiping, - Huizhou Pingtan (en), - Jinan, - Lijiang, - Lincang (zh), - Mandalay, - Dehong Mangshi, - Nankin, - Nantong Xingdong, - Qingdao-Jiaodong, - Pattaya U-tapao, - Phuket, - Shanghai-Pudong, - Shenzhen-Bao'an, - Taiyuan-Wusu, - Taizhou (Zhejiang) (en), - Tengchong Tuofeng (en), - Wenzhou-Longwan, - Wuhan, - Xiamen-Gaoqi, - Xi'an-Xianyang, - Xiangyang-Luiji, - Jinghong Xishuangbanna Gasa, - Rangoun (Yangon), - Yinchuan Hedong, - Yuncheng, - Zhaotong, - Zhengzhou, - Zhuhai, - Zunyi (zh) |
| Lanmei Airlines                                      | Charter : Sihanoukville |
| Lao Airlines                                         | Luang Prabang, Vientiane-Wattay |
| Loong Air                                            | Changchun, Ganzhou Huangjin, Linyi (zh), Ningbo, Tongren Fenghuang (en), Wenzhou-Longwan, Xingyi (en), Yinchuan Hedong |
| Lucky Air                                            | - Anqing-Tianzhushan (en), - Bandar Seri Begawan, - Bangkok-Suvarnabhumi, - Baoshan Yunduan (en), - Cangyuan (en), - Chengdu-Shuangliu, - Chiang Mai, - Dalian-Zhoushuizi, - Diqing Shangri-La (en), - Fuzhou-Chánglè, - Ganzhou Huangjin, - Canton-Baiyun, - Haikou, - Hangzhou-Xiaoshan, - Harbin Taiping, - Hefei, - Hohhot, - Jeju, - Shantou-Chaozhou-Jieyang, - Jinan, - Baie de Jinzhou (en), - Ko Samui, - Kota Kinabalu, - Krabi, - Kuala Lumpur, - Lancang (en), - Lanzhou, - Lijiang, - Lincang (zh), - Longyan Guanzhishan (en), - Luang Prabang , - Dehong Mangshi, - Mianyang Nanjiao, - Moscou Chérémétiévo, - Nankin, - Cam Ranh, - Ningbo, - Ninglang (zh), - Penang, - Phuket, - Phú Quốc, - Simao (en), - Qingdao-Jiaodong, - Saint-Pétersbourg-Poulkovo, - Sanya-Phénix, - Shanghai-Hongqiao, - Shanghai-Pudong, - Shenzhen-Bao'an, - Shijiazhuang, - Taiyuan-Wusu, - Tengchong Tuofeng (en), - Ürümqi-Diwopu, - Vientiane-Wattay , - Wenzhou-Longwan, - Wuhan, - Xiamen-Gaoqi, - Xi'an-Xianyang, - Jinghong Xishuangbanna Gasa, - Xuzhou-Guanyin, - Yichang, - Yichun-Mingyueshan, - Yinchuan Hedong, - Zhengzhou, - Zhuhai En saison :Mactan-Cebu |
| Malindo Air                                          | Langkawi |
| Okay Airways                                         | Changsha, Hefei, Tianjin Binhai, Jinghong Xishuangbanna Gasa |
| Qingdao Airlines                                     | Fuyang (en), Hanzhong, Qingdao-Jiaodong |
| Ruili Airlines                                       | Beihai-Fucheng, Changzhi-Wangcun (en), Chengdu-Shuangliu, Chiang Mai, Chiang Rai, Enshi Xujiaping, Fuzhou-Chánglè, Hải Phòng-Cat Bi, Harbin Taiping, Hohhot, Lanzhou, Lianyungang-Huaguoshan, Dehong Mangshi, Nantong Xingdong, Qingdao-Jiaodong, Shenyang, Sihanoukville, Taiyuan-Wusu, Tianjin Binhai, Wuhan, Xi'an-Xianyang, Jinghong Xishuangbanna Gasa, Yulin (en) |
| Scoot                                                | Singapour-Changi |
| Shandong Airlines                                    | Bangkok-Suvarnabhumi, Delhi-Indira Gandhi, Jinan, Jingdezhen, Nankin, Osaka-Kansai, Qingdao-Jiaodong, Quzhou (en), Ürümqi-Diwopu, Xiamen-Gaoqi, Yantai |
| Shanghai Airlines                                    | Changsha, Hengyang, Shanghai-Hongqiao, Shanghai-Pudong, Jinghong Xishuangbanna Gasa, Wenzhou-Longwan, Zhengzhou |
| Shenzhen Airlines                                    | Canton-Baiyun, Hefei, Nanchang-Changbei, Quanzhou Jinjiang, Shenzhen-Bao'an, Wuxi/Suzhou, Taizhou (Jiangsu) (en), Yantai, Zhengzhou |
| Sichuan Airlines                                     | - Pékin-Capitale, - Changsha, - Changzhou, - Chengdu-Shuangliu, - Chongqing-Jiangbei, - Dalian-Zhoushuizi, - Dunhuang, - Guangyuan Panlong, - Canton-Baiyun, - Hangzhou-Xiaoshan, - Harbin Taiping, - Hefei, - Jinan, - Lanzhou, - Lhassa-Gonggar, - Lijiang, - Mandalay, - Nanchang-Changbei, - Nankin, - Ningbo, - Qingdao-Jiaodong, - Shanghai-Pudong, - Shenyang, - Shijiazhuang, - Taïwan-Taoyuan, - Taiyuan-Wusu, - Tianjin Binhai, - Ürümqi-Diwopu, - Vientiane-Wattay, - Wanzhou-Wuqiao, - Wuxi/Suzhou, - Xiamen-Gaoqi, - Xi'an-Xianyang, - Xining-Caojiabao, - Jinghong Xishuangbanna Gasa, - Xuzhou-Guanyin, - Zhengzhou |
| Spring Airlines                                      | Changde Taohuayuan (en), Huaihua (zh), Mianyang Nanjiao, Qianjiang Wulingshan (en), Shanghai-Hongqiao, Shenyang, Shijiazhuang, Taizhou (Jiangsu) (en), Zunyi (zh) |
| Thai AirAsia                                         | Bangkok-Don Muang |
| Thai Airways                                         | Bangkok-Suvarnabhumi |
| Tianjin Airlines                                     | Changsha, Haikou, Tianjin Binhai, Xi'an-Xianyang |
| Tibet Airlines                                       | Changsha, Lhassa-Gonggar, Dehong Mangshi |
| Uni Air                                              | Kaohsiung |
| Vietnam Airlines                                     | Charter : Cam Ranh |
| West Air                                             | Jinghong Xishuangbanna Gasa, Zhengzhou |
| XiamenAir                                            | Fuzhou-Chánglè, Hangzhou-Xiaoshan, Quanzhou Jinjiang, Xiamen-Gaoqi, Zhuhai |

Édité le 19/12/2019